# ふくまつみ
ふく まつみ（本名：松本 松江、旧芸名：松本松江、松本まつえ、松本マツエ、松美さかえ、松美里杷、1948年12月25日 - ）は、埼玉県出身の日本の女優。ケイエムシネマ企画所属。身長152 cm。体重67 kg。血液型はAB型。
埼玉県立松山女子高等学校卒業。1971年、舞台芸術学院19 期入団をきっかけにデビュー。デビュー作は「噂」。舞台芸術学院での同期は市村正親。かつては劇団青俳、希楽星に所属していた。
趣味は端唄、俗曲。
母、姉、弟と暮らしており、好きな色は明るい色、暖かく感じる色。

## 出演

### 映画
- 「キッズ・リターン」（1996年7月27日） - もぎりのおばさん 役
- 「HANA-BI」（1998年1月24日） - 旅館の女将 役
- 「のど自慢」（1999年1月15日） - 「大志」を歌う「のど自慢」の参加者 役
- 「海は見ていた」（2002年7月27日） - 向かいのやりて婆 役
- 「Dolls」（2002年10月12日） - 街の人々 役
- 「海猿 ウミザル」（2004年6月12日） - 永島美子 役
- 「県庁の星」（2006年2月25日） - 田中和子 役
- 「ゆれる」（2006年7月8日）
- 「フラガール」（2006年9月23日） - 小百合の叔母 役
- 「誰かが私にキスをした」（2010年3月27日） - 食堂職員 役
- 「Jazz爺Men」（2011年9月23日） - 岡崎登代子 役
- 「くじけないで」（2013年11月16日） - 患者 役
- 「平成ライダー対昭和ライダー 仮面ライダー大戦 feat.スーパー戦隊」（2014年3月29日） - 食堂の店員 役
- 「図書館戦争-THE LAST MISSION-」（2015年10月10日） - 寮母 役
- 「 東京喰種 トーキョーグール」（2017年7月29日） - あんていくの常連 役
- 「ラーメン食いてぇ!」（2018年3月3日） - 紅圭子 役
- 「サムライマラソン」（2019年2月22日）

### テレビドラマ

#### NHK
- 大河ドラマ
  - 「花神」
    - 第5話（1977年1月30日） - 宿の女中 役
    - 第17話・第18話・第21話 - 第23話（1977年4月24日・5月1日・5月22日 - 6月5日） - おさん 役

  - 「草燃える」第19話（1979年5月13日） - 白拍子 役
  - 「峠の群像」第30話（1982年8月1日） - 長屋の女 役
  - 「いのち」第20話（1986年5月18日） - ハマ 役
  - 「功名が辻」第21話（2006年5月28日） - 踊り手 役
- 「松本清張シリーズ・一年半待て」（1978年10月21日） - 店員 役
- 「あ・うん」第1話・第2話（1980年3月9日・3月16日） - 女給 役
- 「御宿かわせみ」第3話（1980年10月22日）
- 「男子の本懐」（1981年1月4日）
- 「タクシー・サンバ」最終話（1981年10月31日）
- 「松本清張シリーズ・けものみち」第1話（1982年1月9日） - 寛次の家政婦 役
- 連続テレビ小説
  - 「おしん」第73話（1983年6月27日） - 主婦 役
  - 「君の名は」第108話・第109話・第111話（1991年8月3日・8月5日・8月7日） - 看護婦 役
  - 「ちゅらさん」第91話・第92話・第97話（2001年7月16日・7月17日・7月23日） - 入院患者 役
  - 「こころ」第112話（2003年8月7日）
  - 「梅ちゃん先生」第126話（2012年8月25日） - 安岡医院の患者 役
- 「花へんろ 風の昭和日記II」第4話（1986年9月27日）
- 銀河テレビ小説
  - 「お父さん入門」（1988年5月9日 - 6月3日）
  - 「総務部総務課山口六平太」第1話（1988年7月25日） - 女子社員 役
  - 「殿様ごっこ」（1988年10月31日 - 11月18日）
- 「庄内おんな風土記」（1988年11月19日）
- 「オールド・フレンド」（1991年9月16日）
- 「腕におぼえあり」第4話（1992年5月1日）
  - 「腕におぼえあり3」第4話（1993年1月29日）
- 「拝啓自治会長殿」（1995年11月20日 - 12月7日）
- 「新・半七捕物帳」第14話（1997年7月4日）
- 「恋セヨ乙女」第2話（2002年7月2日）
  - 「もっと恋セヨ乙女」第21話・第22話（2004年6月22日・6月23日） - 京子おばさん 役
- 「結婚泥棒」第2話（2002年9月30日）
- 「麻婆豆腐の女房」第2話（2003年5月19日）
- 「帰ってきたロッカーのハナコさん」第1話（2003年10月6日）
- 「ハチロー〜母の詩、父の詩〜」第1話（2005年1月24日） - かね 役
- 「秘太刀 馬の骨」第1話 - 第3話・第5話・最終話（2005年8月26日 - 9月9日・9月23日・9月30日） - ふで 役
- 「人生はフルコース」第2話（2006年7月15日） - おばさん 役
- 「いちごとせんべい」（2010年6月13日） - 石田 役
- 「逃げる女」第2話（2016年1月16日） - 田島すみ子 役
- 「ブランケット・キャッツ」第1話（2016年6月23日） - 動物病院の客 役
- 「忠臣蔵の恋〜四十八人目の忠臣〜」第17話 - 最終話（2017年2月4日 - 2月25日） - 岩倉 役
- 「昭和元禄落語心中」第4話（2018年11月2日）

#### 日本テレビ
- 「俺たちの旅」第28話（1976年4月18日）
- 「ブルーカナリア」（1989年1月14日）
- 水曜グランドロマン
  - 「ぼくの病気、ガンなの」（1989年7月19日）
  - 「お市御寮人」（1989年10月4日）
- 木曜ゴールデンドラマ「金のなる木に花は咲く」第2作（1991年5月23日）
- 火曜サスペンス劇場
  - 「救急指定病院」第1作（1992年5月12日） - 近所の主婦 役
  - 「追跡」
    - 第1作「連続婦女暴行事件と不倫殺人」（1997年5月13日）
    - 第2作「家出少女と現金強奪犯の不思議な3日間」（1997年11月18日）

  - 「外科医有森冴子」（2000年10月3日）
  - 「警視庁鑑識班」
    - 第11作「白骨死体を我が子と絶対に認めない父と母の六年前の心の闇」（2001年1月9日） - ユキエ 役
    - 第13作「娘を襲った暴漢の死体に附着した赤い糸くず ― 生母と養母が競い合う愛と殺意の踏絵」（2002年1月8日） - ミツ子 役
    - 第14作「女店員絞殺死体の指紋が暴く15年前の射殺事件 ― 刑事の養女は時効寸前の被害者の娘」（2002年4月9日） - 中里ケイ子 役
    - 第18作「首吊り死体に劇薬の痕跡！拭き忘れた指紋とロープの繊維片が暴く女3人の危険な約束」（2005年2月1日） - 高木早苗 役
- 「大人のキス」第1話（1993年10月23日）
- 「FiVE」第3話（1997年5月3日）
- 「平成夫婦茶碗」第7話（2000年2月23日）
- 「ビューティフルライフ」第8話（2000年3月5日）
- 「天使が消えた街」第7話（2000年5月24日）
- 「リミット もしも、わが子が…」最終話（2000年9月11日）
- 「新宿暴走救急隊」第1話（2000年10月14日）
- 「ギンザの恋」第6話（2002年2月11日）
- 「東京庭付き一戸建て」第8話（2002年8月28日）
- 「ナイトホスピタル〜病気は眠らない〜」第1話（2002年10月14日）
- 「サイコドクター」第2話（2002年10月16日） - 管理人 役
- 「警視庁鑑識班2004」第2話（2004年1月21日）
- 「光とともに… 〜自閉症児を抱えて〜」第6話（2004年5月19日） - お喋りおばさん 役
- 「ラストプレゼント 娘と生きる最後の夏」第10話（2004年9月8日） - ライブ客 役
- 「いい男はマーケティングで見つかる」後編（2005年12月3日）
- 「喰いタン」第3話（2006年1月28日）
- 「神はサイコロを振らない 〜君を忘れない〜」第5話（2006年2月15日）
- 「ハケンの品格」第3話（2007年1月24日）
- 「セクシーボイスアンドロボ」第4話（2007年5月1日） - 学食のおばちゃん 役
- 「スクラップ・ティーチャー〜教師再生〜」第8話（2008年12月6日） - ゆう子の母 役
- 「キイナ〜不可能犯罪捜査官〜」最終話（2009年3月18日） - 清掃作業員 役
- 「Mother」第10話・最終話（2010年6月16日・6月23日） - 園長 役
- 「示談交渉人 ゴタ消し」第3話（2011年1月20日） - 居酒屋のおかみさん 役
- 「リバウンド」第9話（2011年6月22日） - 商店街の店主 役
- 「高校生レストラン」最終話（2011年7月2日）
- 「デカ 黒川鈴木」第1話（2012年1月5日） - そば屋のおかみさん 役
- 「ゴーストママ捜査線〜僕とママの不思議な100日〜」第1話（2012年7月7日）
- 「ST 赤と白の捜査ファイル」第8話（2014年9月3日） - 近所の主婦 役
- 「THE LAST COP/ラストコップ」（2015年6月19日） - 隣家のおばさん 役
- 「家売るオンナ」第1話（2016年7月13日） - 大佐古妻 役
  - 「家売るオンナの逆襲」第9話（2019年3月6日） - 荒牧いし子 役
- 「地味にスゴイ! 校閲ガール・河野悦子」第6話（2016年11月9日） - カラオケ主婦 役
- 「人生が楽しくなる幸せの法則」第6話（2019年2月14日） - おばあさん 役
- 「コントが始まる」第6話・最終話（2021年5月22日・6月19日） - 双子の婦人客 役[5][6]

#### TBS
- 東芝日曜劇場「噂」（1971年6月27日）[7]
- 「夜明けの刑事」第28話（1975年4月16日）
- 「青春の門 第二部「自立編」」第8話（1978年1月25日）
- 「人はそれをスキャンダルという」第20話（1979年4月10日）
- 「玉ねぎむいたら…」第7話（1981年5月15日） - 主婦 役
- 「娘が愛した人は」（1985年6月3日 - 7月19日）
- 「好色一代男 世之介の愛して愛して物語」（1986年1月1日）
- 「ポニーテールはふり向かない」第20話（1986年3月1日）
- 「泣くなセン!燃える男 〜星野仙一物語」（1988年12月31日）
- 「空と海をこえて」（1989年9月16日）
- 「いつか誰かと」（1990年2月26日 - 4月13日）
- 「ADブギ」第8話（1991年12月6日）
- 「眠れない夜をかぞえて」第1話（1992年4月16日）
- 「夏の嵐!」第5話（1992年9月10日）
- 「さくらももこランド・谷口六三商店」第10話（1993年6月15日）
- 「渡る世間は鬼ばかり」秋のスペシャル（1994年9月29日）
  - 「渡る世間は鬼ばかり 最終シリーズ」第29話（2011年5月19日） - 「幸楽」の客 役
- 「生きていてママ」後編（1994年12月22日）
- 月曜ドラマスペシャル → 月曜ゴールデン → 月曜名作劇場
  - 「保険調査員 しがらみ太郎の事件簿」第1作（1996年2月5日） - 田中 役
  - 「婚前後遺症」（1999年2月8日）
  - 「十津川警部シリーズ」第21作（2001年1月8日） - 工藤家の家政婦 役[8]
  - 「浅見光彦シリーズ」第24作（2007年10月15日） - 西田芳枝 役
  - 「警視庁機動捜査隊216」第3作（2012年12月24日） - 広田康代 役
  - 「このミステリーがすごい! ベストセラー作家からの挑戦状」第2作（2015年11月30日） - 遙子の母 役
  - 「オバチャン保険調査員 赤宮楓のマル秘事件簿」（2017年8月21日） - 篠野明憲宅の家政婦 役
- 「のんちゃんのり弁」第18話（1997年2月26日、CBC） - 小林春恵 役
- 「天国に一番近い男」第9話（1999年3月5日）
- 「嫁はミツボシ。」第1話（2001年4月11日）
- 「世界で一番熱い夏」第1話（2001年7月6日）
- 「木更津キャッツアイ」第7話（2002年3月1日） - 大家 役
- 「ヨイショの男」第7話（2002年5月26日） - 尚美の叔母 役
- 「マンハッタンラブストーリー」第2話（2003年10月16日）
- 「新しい風」第4話（2004年5月6日）
- 「汚れた舌」第4話（2005年5月5日） - 八百若女店主 役
- 「広島 昭和20年8月6日」（2005年8月29日） - 仲居 役
- 「あぽやん〜走る国際空港」第3話（2013年1月31日） - 夢幻の祖母 役
- 「終電バイバイ」第7話（2013年2月25日） - よしえ 役
- 「なるようになるさ。」第3話（2013年7月26日） - 女性客 役
- 「クロコーチ」第2話（2013年10月18日） - 住民 役
- 「Dr.DMAT」第10話（2014年3月13日） - おばさん 役
- 「東京スカーレット〜警視庁NS係」第5話（2014年8月12日）
- 「女はそれを許さない」第2話（2014年10月28日） - 代理婚活パーティーの出席者 役
- 「ハロー張りネズミ」第6話（2017年8月18日） - 近所の主婦 役
- 「アンナチュラル」第2話（2018年1月19日） - おばちゃん 役
- 「スカム」第1話（2019年7月10日） - コンビニの客 役
- 「恋はつづくよどこまでも」第1話（2020年1月14日） - 渡辺照子 役
- 「おカネの切れ目が恋のはじまり」最終話（2020年10月6日） - 街のおばあちゃん 役[9]
- 「オー!マイ・ボス!恋は別冊で」第1話（2021年1月12日） - 花屋 役
- 「ドラゴン桜 第2シリーズ」第1話（2021年4月25日） - 定食屋のおばさん 役[10]

#### フジテレビ
- 「な・ま・い・き盛り」第7話（1986年11月27日）
- 「夏の嵐」第8話（1989年7月12日）
- 「テニス少女夢伝説!愛と響子」（1990年4月9日 - 9月17日）
- 世にも奇妙な物語
  - 「追いかけた男」（1990年8月9日）
  - 「復讐クラブ」（1991年1月3日）
  - 「19XX」（1991年8月8日）
  - 「23分間の奇跡」（1991年12月26日）
  - 「不幸の伝説」（1992年6月25日） - タナカの母 役
  - 「穴」（1992年12月30日）
  - 「連載小説」（2002年10月3日） - 主婦 役
  - 「自販機男」（2007年10月2日） - 主婦 役
  - 「思い出を売る男」（2015年11月21日） - 大家 役
- 男と女のミステリー → 金曜ドラマシアター → 金曜エンタテイメント → 金曜プレステージ
  - 「女と男が愛する時」（1990年10月19日）
  - 「キャスタースキャンダル 片岡弘子の選択」（1992年3月20日）
  - 「ざけんなョ!!シリーズ」
    - 第2作「主婦たちのざけんなョ!!II」（1992年5月15日）
    - 第6作「ざけんなョ!!6」（1994年4月15日）
    - 第9作「ざけんなョ!!9」（1995年10月27日）
    - 第10作「ざけんなョ!!10」（2011年5月18日）

  - 「名古屋嫁入り物語」第8作（1996年3月22日）
  - 「スチュワーデス刑事」第4作（2000年1月7日）
  - 「電話オペレーター三人娘のOL事件簿」（2002年5月10日） - 掃除婦 役
  - 「赤い霊柩車シリーズ」第17作（2003年6月13日） - 太田 役
  - 「ハマの静香は事件がお好き」第2作（2004年6月11日） - 便利屋の客 役
  - 「労働基準監督官 和倉真幸・働く人の味方です!」（2005年7月15日） - クリーニング屋 役
  - 「新・細うで繁盛記」第2作（2007年2月23日） - とめ 役
  - 「星ひとつの夜」（2007年5月25日）
  - 「鯨とメダカ」（2008年5月9日） - 福川梢 役
  - 「検事・霞夕子」第4作（2013年6月7日） - 神田幸枝 役
- 「噺家カミサン繁盛記」第12話（1991年11月19日）
- 花王ファミリースペシャル
  - 「千代の富士物語 第3部 栄光への道」第2話（1992年10月4日）
  - 「寿司、食いねェ」後編（1996年3月17日）
- 「チャンス!」第1話・最終話（1993年4月14日・6月30日）
- 「if もしも」第2話（1993年5月6日）
- 「悪魔のKISS」第1話 - 第5話・第7話・第8話（1993年7月7日 - 8月4日・8月18日・8月25日）
- 「夏子の酒」第2話（1994年1月19日）
- 「古畑任三郎 1st season」第7話・第9話（1994年5月25日・6月8日） - おばさん 役
- 「白線流し」第6話・第8話（1996年2月15日・2月29日）
- 「Age,35 恋しくて」第1話（1996年4月18日）
- 「僕が僕であるために」（1997年1月3日）
- 「立入禁止!STAFF ONLY」第13話（1998年1月19日）
- 「太陽がいっぱい」第6話（1998年2月17日）
- 「ニュースの女」最終話（1998年3月18日）
- 「走れ公務員!」第5話・最終話（1998年11月17日・12月8日）
- 「タブロイド」第9話（1998年12月9日） - 管理人のおばさん 役
- 「殴る女」最終話（1998年12月15日）
- 「こいまち」第6話（1999年2月16日） - 林田志乃 役
- 「お水の花道 女30歳ガケップチ」最終話（1999年3月24日）
  - 「新･お水の花道」第9話（2001年6月5日）
- 「ナオミ」第8話（1999年6月2日）
- 「恋愛結婚の法則」第3話（1999年7月21日）
- 「女同士」（2000年7月3日 - 9月22日）
- 「ショカツ」第8話（2000年5月30日）
- 「ショムニ 第2シリーズ」最終話（2000年6月28日）
  - 「ショムニFINAL」第4話（2002年7月24日）
- 「涙をふいて」第1話 - 第5話（2000年10月11日 - 11月8日） - 居酒屋のおかみ 役
- 「神様のいたずら」第2話（2000年10月17日）
- 「 やまとなでしこ」第6話（2000年11月13日） - 大家 役
  - 「やまとなでしこ 20周年特別編」後編（2020年7月13日）
- 「カバチタレ!」第1話・第6話（2001年1月11日・2月15日） - 希美のアパートの大家 役
- 「ルーキー!」第10話（2001年6月12日）
- 「救命病棟24時 第2シリーズ」第11話（2001年9月11日） - 鈴木佳世子 役
- 「憧れの人」（2001年9月25日）
- 「スタアの恋」第2話（2001年10月18日）
- 「愛と青春の宝塚」前編（2002年1月3日）
- 「恋するトップレディ」第2話（2002年1月15日）
- 「ビッグマネー!〜浮世の沙汰は株しだい〜」第4話（2002年5月2日）
- 「青に恋して! 〜サッカー通と4人の美女の物語〜」最終話（2002年5月16日）
- 「ナースのお仕事4」第5話（2002年7月30日） - 楢崎季子 役[11]
- 「東京ラブ・シネマ」第1話（2003年4月14日）
- 「牡丹と薔薇」（2004年1月5日 - 3月26日）
- 「マザー&ラヴァー」第2話・第3話・第5話・第6話・第8話・第9話・最終話（2004年10月12日・10月19日・11月2日・11月9日・11月23日・11月30日・12月21日） - 母 役
- 「海猿 UMIZARU EVOLUTION」第5話（2005年8月2日） - 永島美子 役
- 「鬼嫁日記」第5話（2005年11月8日） - 主婦 役
- 「危険なアネキ」第6話（2005年11月21日） - おばさん 役
- 「今週、妻が浮気します」第6話（2007年2月20日） - 掃除のオバチャン 役
- 土曜プレミアム「新・美味しんぼ」
  - 第1作（2007年1月20日） - 審査 役
  - 第2作「華麗なる料理の対決 士郎の究極のメニュー雄山の至高のメニュー因縁の父子の愛憎劇と2人を繋ぐ秘密の味」（2007年11月17日）
- 「ガリレオ」第3話（2007年10月29日）
- 「東京タワー 〜オカンとボクと、時々、オトン〜」第7話 - 最終話（2007年2月19日 - 3月19日） - 由子 役
- 「2008年新春スペシャルドラマ あんみつ姫の大冒険!」（2008年1月6日） - おばちゃん 役
- 「CHANGE」第2話・第3話・最終話（2008年5月19日・5月26日・7月14日） - 新保久子 役
- 「ハチワンダイバー」第9話 - 最終話（2008年7月5日 - 7月19日） - 御門 役[12]
- 「コード・ブルー -ドクターヘリ緊急救命- 1st season」第3話（2008年7月17日） - 売店のおばさん 役
- 「モンスターペアレント」最終話（2008年9月9日） - レストランの客 役
- 「チャンス!〜彼女が成功した理由〜」（2009年3月7日 - 3月14日） - 乗客 役
- 「任侠ヘルパー」第4話（2009年7月30日） - 主婦 役
- 「ハッピーバースデー 命かがやく瞬間」（2009年11月21日）
- 「地デジカ家族」（2009年11月23日 - 11月27日） - 大柳聡子 役
- 「毒姫とわたし」第4話・第7話・第12話・第15話・第17話（2011年9月8日・9月13日・9月20日・9月23日・9月27日） - 松尾園長 役
- 「謎解きはディナーのあとで」第1話（2011年10月18日） - コンビニの客 役
- 「続・最後から二番目の恋」第1話（2014年4月17日） - おばさん 役
- 「HEAT」第1話（2015年7月7日） - 看護師 役
- 「ON 異常犯罪捜査官・藤堂比奈子」第3話（2016年7月26日） - マンション管理人 役
- 「アンサング・シンデレラ 病院薬剤師の処方箋」第6話（2020年8月20日） - 手芸教室の会員 役[13]
- 「イチケイのカラス」第3話・第4話（2021年4月19日・4月26日） - 清掃のおばちゃん 役[14]

#### テレビ朝日
- 「海峡物語」第19話（1977年8月11日）
- 土曜ワイド劇場
  - 「松本清張の証言」（1984年7月7日）
  - 「レイプ囚に愛された女」（1985年8月10日）
  - 「不倫期」（1992年4月18日）[15]
  - 「美人キャスター殺人事件」（1993年1月16日）[16]
  - 「私を信じて!」（1997年12月13日）
  - 「ユニット 復讐を誓う男と逃げる女」（2006年2月11日）
  - 「半落ち」（2007年12月8日） - 田沼光子 役
  - 「火災調査官・紅蓮次郎」
    - 第7作「全焼のアパートから赤ん坊が消えた！1/4の殺人トリック！」（2007年1月13日）
    - 第13作「二度も燃えた家族！V字に焼けた水槽と謎の刺殺死体!? 発火装置は人間？12年間燃え続けた炎」（2012年11月10日） - 赤い自転車の持ち主 役

  - 「終着駅の牛尾刑事VS事件記者・冴子」第7作（2007年12月22日） - 紫苑のフロント 役
  - 「弁護士・森江春策の事件」第1作・第2作（2009年8月1日・2010年8月21日） - なかむら家履物店の店主 役
  - 「家裁調査官・山ノ坊晃」第1作（2016年5月7日） - 仲西康代 役
  - 「ショカツの女 新宿西署 刑事課強行犯係」第12作（2016年7月9日） - 金城夫婦の近所 役
- 「冬の橋」（1988年12月1日 - 12月22日）
- 「往診ドクター事件カルテ」第9話（1992年12月8日）
- 「名探偵保健室のオバさん」第6話（1997年2月10日）
- 「ボディーガード」（1997年7月10日 - 9月18日）
- 「恋愛詐欺師」（1999年10月21日 - 12月23日） - 正彦の母 役
- 「R-17」第11話（2001年6月21日）
- 「松本清張 けものみち」第3話（2006年1月26日）
- 「7人の女弁護士」第3話（2006年4月27日） - 通行人 役
- 「だめんず・うぉ〜か〜」第2話（2006年10月19日） - ヒロシママ 役
- 「エラいところに嫁いでしまった!」第1話（2007年1月11日）
- 「長男の結婚」（2008年2月3日） - 主婦 役
- 「ロト6で3億2千万円当てた男」第8話（2008年8月22日）
- 「崖っぷちのエリー〜この世でいちばん大事な「カネ」の話〜」第1話（2010年7月9日）
- 「ゼロの真実〜監察医・松本真央〜」第2話（2014年7月24日） - 主婦 役
- 「サムライせんせい」第1話（2015年10月23日） - 下平康子 役
- 「おっさんずラブ」第1話（2018年4月21日） - 管理人 役
- 「特捜9 season1」第1話（2018年5月23日） - 女将 役
  - 「特捜9 season5」第6話（2022年5月11日） - 以前の滝口家の大家 役[17]
- 「dele」第7話（2018年9月7日） - 管理人 役
- 日曜プライム「終着駅シリーズ」第34作（2019年1月27日） - 好子 役
- 「ハゲしわしわときどき恋」（2020年1月2日） - 二宮 役
- 「ドクターY〜外科医・加地秀樹〜」第6作（2021年10月7日） - 永田恵以子 役

#### テレビ東京
- 「日本名作ドラマ こころ」（1994年10月31日）
- 木曜洋画劇場「開幕ベルは華やかに」（2002年1月3日）
- 女と愛とミステリー → 水曜ミステリー9
  - 「滝警部補の事件日誌 飛騨高山・殺意の追憶」（2005年1月30日） - 仲居 役
  - 「新米事件記者・三咲」第2作（2006年5月17日） - 主婦 役
  - 「警察署長・たそがれ正治郎」第4作（2007年8月15日） - 中尾タケ 役
  - 「刑事吉永誠一 涙の事件簿」第9作（2012年6月20日） - 岩本光子 役
  - 「監察医・篠宮葉月 死体は語る」第15作（2014年8月27日） - 谷美佐江 役
- 「孤独のグルメ」Season1 第1話（2012年1月5日） - 庄助の店長 役
- 「好好!キョンシーガール〜東京電視台戦記〜」第5話（2012年11月9日） - 舟橋トメ 役
- 「三匹のおっさん〜正義の味方、見参!!〜」最終話（2014年3月14日） - 老婦人 役
- 「リバースエッジ 大川端探偵社」第6話（2014年5月24日） - 中上晶子 役
- 「警視庁ゼロ係〜生活安全課なんでも相談室〜 FIRST SEASON」第4話（2016年2月5日） - 諸岡里美 役
  - 「警視庁ゼロ係〜生活安全課なんでも相談室〜 SEASON4」第2話（2019年7月26日） - おばちゃん 役
- 「リーガル・ハート 〜いのちの再建弁護士〜」第4話（2019年8月12日） - 掃除のおばちゃん 役
- 月曜プレミア8「脳科学弁護士 海堂梓 ダウト」（2021年4月12日） - 斎田文恵 役

#### その他
- 「浅草キッドの「浅草キッド」」（2002年4月26日、スカパー!）
- 「横山秀夫サスペンス」第7作（2011年4月3日、WOWOW）
- 「あかねさす 新古今恋物語」第2話（2012年10月12日、NHK教育テレビジョン）
- 「かすていら」第3話（2013年7月21日、NHK BSプレミアム） - 質屋のおばさん 役
- 「POWER GAME〜パワーゲーム〜」第4話（2013年8月31日、NHK BSプレミアム） - 五味孝子 役
- 「ママゴト」第6話（2016年10月4日、NHK BSプレミアム） - バスの女性客 役
- 「犯罪症候群 Season2」第2話（2017年6月18日、WOWOW） - 彩音の祖母 役
- 「主婦カツ!」第1話（2018年10月7日、NHK BSプレミアム） - スーパーの主婦 役
- 「カラスになったおれは地上の世界を見おろした。」（2018年11月10日、NHK BSプレミアム）
- 「I"s」第2話（2018年12月28日、BSスカパー!） - 女将 役
- 「大全力失踪」第3話（2019年4月21日、NHK BSプレミアム） - お遍路おばあさん 役
- 「盤上の向日葵」第3話（2019年9月22日、NHK BSプレミアム） - 柿沼 役
- 「サイレント・ヴォイス 行動心理捜査官・楯岡絵麻 Season2」第6話（2020年5月16日、BSテレビ東京） - 稲村喜代美 役

### 配信ドラマ
- 「ミス・シャーロック/Miss Sherlock」第4話（2018年5月18日、Hulu） - 祈祷師 役

### 特撮
- ウルトラシリーズ（テレビ東京）
  - 「ウルトラQ dark fantasy」第8話（2004年5月25日） - おとよ 役
  - 「ウルトラマンギンガS」第11話（2014年11月18日） - アパートの住人 役
- ガールズ×戦士シリーズ「ひみつ×戦士 ファントミラージュ!」第21話（2019年8月25日、テレビ東京）
- 仮面ライダーシリーズ「仮面ライダーリバイス」第3話（2021年9月19日、テレビ朝日） - 喫茶店のママ 役

### バラエティー・再現ドラマ
- 「日本の戦後」第7回（1977年11月24日、NHK）
- 「踊る!さんま御殿!!」（1997年 - 、日本テレビ）
- 「ザ・ジャッジ! 〜得する法律ファイル」（2001年 - 2004年、フジテレビ）
- 「こたえてちょーだい!」（2001年 - 2007年、フジテレビ）
- 「行列のできる法律相談所」（2002年 - 、日本テレビ）
- 「ザ・ジャッジEX」（2004年 - 2005年、フジテレビ）
- 「タモリのジャポニカロゴス」（2005年 - 2008年、フジテレビ）
- 「スパイスTV どーも☆キニナル!」（2008年 - 2010年、フジテレビ）
- 「Goro's Bar Presents マイ・フェア・レディ」（2009年、TBS）
- 「できた できた できた」（2012年、NHK教育テレビジョン） - おばあちゃんの友達 役
- 「直撃!シンソウ坂上」（2018年8月2日、フジテレビ）

### オリジナルビデオ
- 「ウルトラマンネクサス」Episode.EX（2005年） - 掃除のおばさん 役